# تپه زر
تپه زر مربوط به عصر آهن ۳ - دوره اشکانیان است و در شهرستان خرم‌آباد، بخش ویسیان، دهستان شوراب، روستای شوراب محمودوند واقع شده و این اثر در تاریخ ۲۸ اسفند ۱۳۸۵ با شمارهٔ ثبت ۱۸۵۹۲ به‌عنوان یکی از آثار ملی ایران به ثبت رسیده است.